# Larry Johnson
Larry Alphonso Johnson Jr. (født 19. november 1979 i La Plata, Maryland, USA) er en tidligere amerikansk footballspiller, der spillede i NFL som running back. Gennem sine ni år i ligaen repræsenterede han fire forskellige hold, og spillede blandt andet syv sæsoner hos Kansas City Chiefs.
Johnson blev to gange, i 2005 og 2006, udtaget til Pro Bowl, NFL's All Star-kamp.

## Klubber
- 2003-2009: Kansas City Chiefs
- 2009: Cincinnati Bengals
- 2010: Washington Redskins
- 2011: Miami Dolphins